# Кондратюк Ольга Юстинівна
Ольга Юстинівна Кондратюк (нар. 1927 — пом. 10 червня 1943) 16-річна партизанка загону імені М. Щорса на Житомирщині, яким керував А. Й Цендрівський

## Біографія

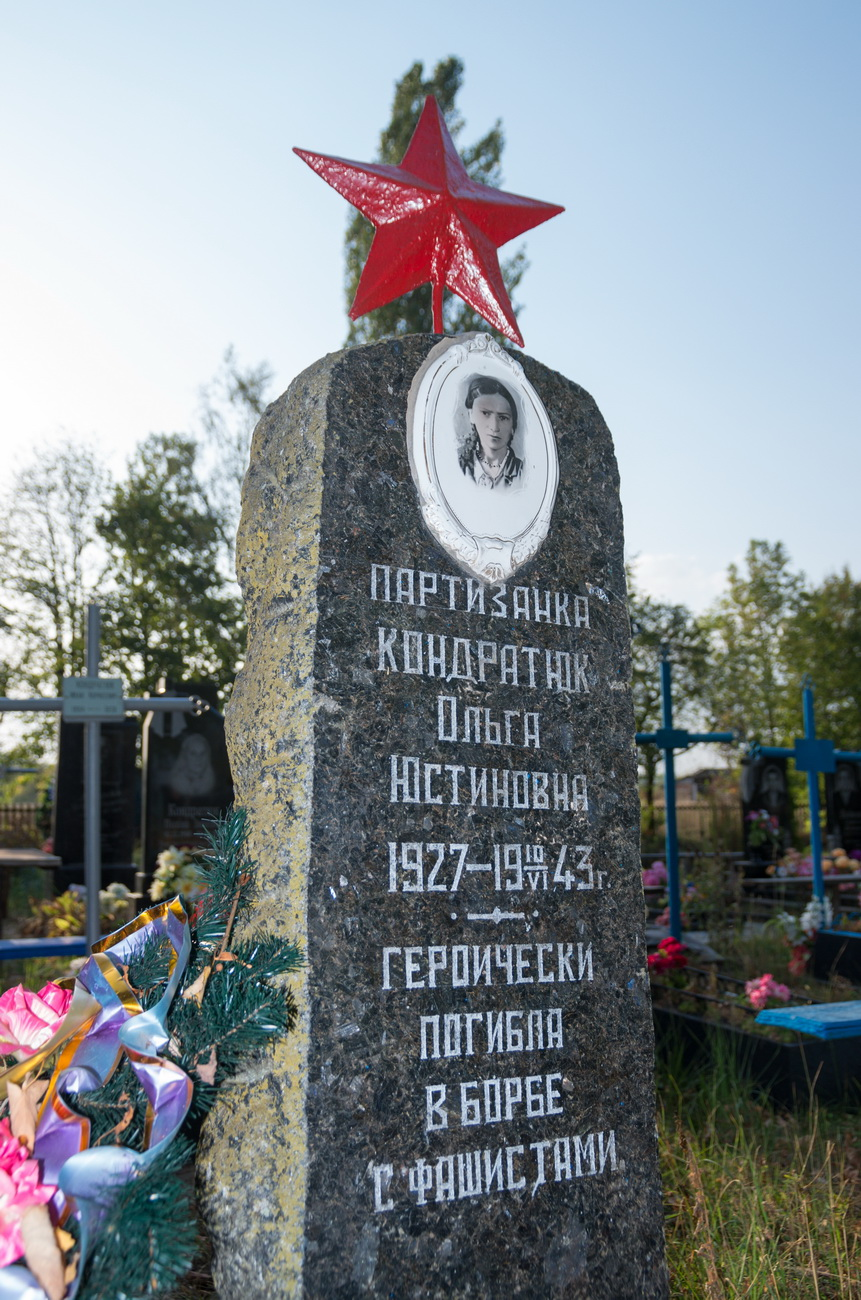
Могила Кондратюк О. Ю. — партизанки

Народилась в с. Мала Березина (умовна частина нинішнього с. Березина на південь від траси Київ-Чоп). Перед ВВв закінчила 4 класи середньої школи в сусідньому селі Гадзинка. Під час ВВв сім'я Кондратюків брала активну участь в партизанському русі. Її батька схопили в полон, та за допомогою житомирських підпільників він втік. З того часу в хаті Кондратюків переховувались двоє полонених, які втекли разом з батьком. Селом нишпорили поліцаї та гітлерівці. Забирали молодь до Німеччини. Прийшли і за Ольгою. І хоч дівчина переховувалася на горищі дідової хати, довелося вийти із схованки, щоб староста не підпалив хату разом з людьми.
Великий гурт молоді й підлітків погнали окупанти до станції. Ольгу Кондратюк врятували від фашистської каторги батькові товариші по підпіллю й привели у партизанський загін імені М. Щорса, яким командував Адам Цендрівський, один з братів великої партизанської сім'ї. Слідом за нею до партизанів прийшов батько О.Кондратюк. Йому пощастило уникнути арешту. В загоні Оля Кондратюк куховарила, готувала перев'язочні матеріали, збирала цілющі трави, вчилася стріляти. Потім стала ходити у розвідку в найнебезпечніші місця.
Гітлерівці вирішили знищити партизанський рух в величезному Івницькому лісі. Під час масштабної операції 9-10 06.1943 року — загін партизан був блокований в Івницькому лісі. Цілий день точився бій. Вранці партизани прорвали вороже кільце, але багато їх потрапило в полон в оточенні близ с. Рудня-Грабівка (сучасне с. Рудня). Серед них була Ольга Кондратюк. Після довгих катувань їх розстріляли. Підлітків та дітей по черзі розстрілювали із автомата в потилицю, перед власноруч ними ж викопаною окремою братською могилою на околиці села Рудня-Грабівка.
Про смерть Ольги Кондратюк повідомили її родичів в с. Березина. За переказами прадіда М.Кондратюк (діда О.Кондратюк), який поїхав до місця страти онучки — діти в ямі були сильно понівечені, зі слідами побоїв, виламаними руками, виколотими очима. Через вистріл в потилицю дітей упізнати було неможливо. Дід Ольги Кондратюк впізнав її лише за розкішним довгим рудим волоссям.

## Пам'ять

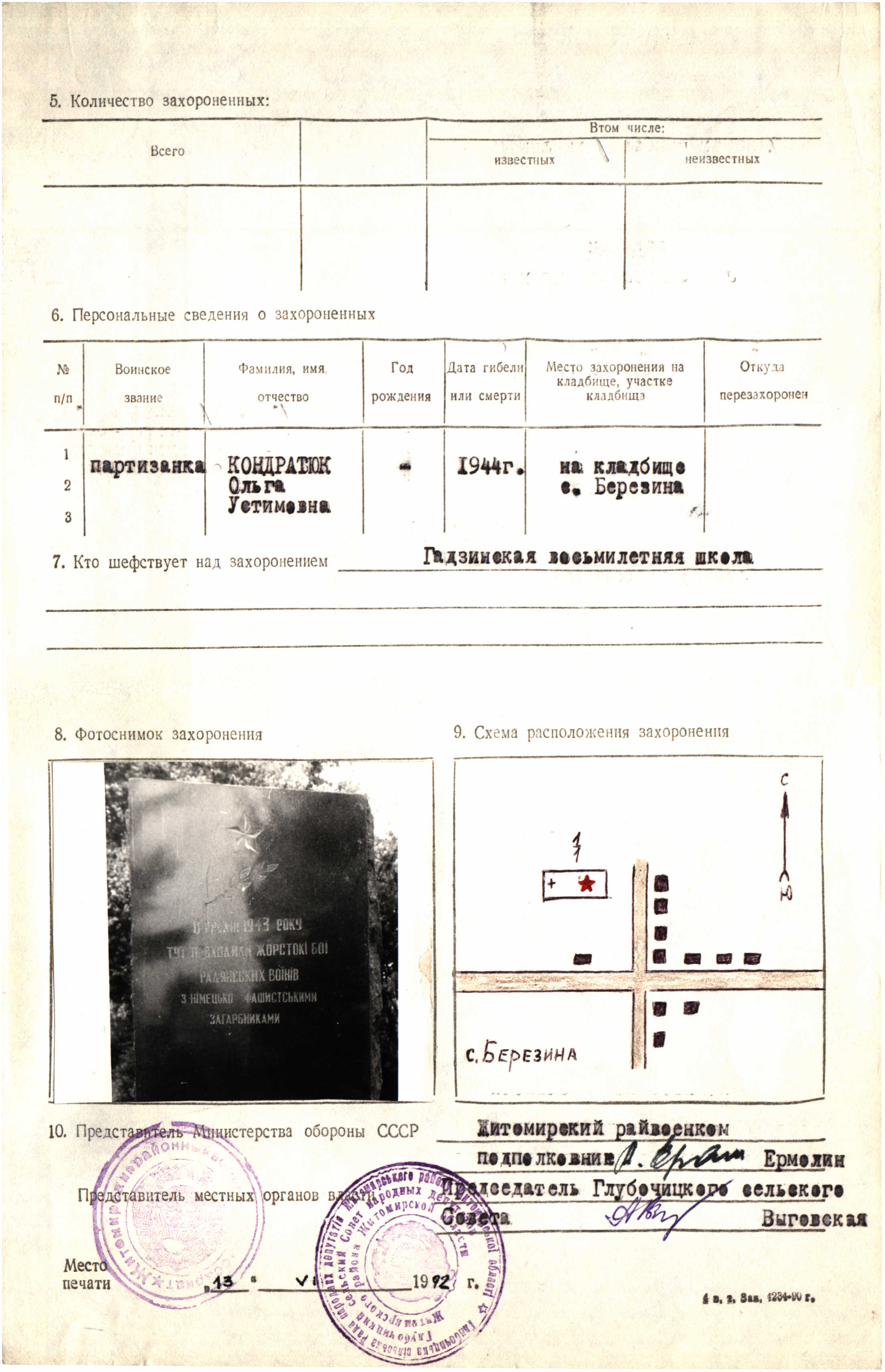
Особиста карточка могили від військомату

Спочатку була ніби-то похована в братській могилі на місці розстрілу. За словами ж М.Кондратюк — прадід забрав Ольгу Кондратюк із братської могили невдовзі після розстрілу, і поховав на кладовищі рідної Березини. В 1971 році на її могилі встановлено обеліск із чорного полірованого з лицьової сторони -габро. Пам'ятник увінчано зіркою і має висоту 1,5 м. На лицьовій стороні має вмонтовану світлину з порцеляни, нижче присвятний надпис.
Могила О.Кондратюк є об'єктом культурного надбання і охороняється відповідним законом України.
На початку 90-тих років в селі Березина планували відкрити шкільний музей присвячений юній партизанці. Наразі ідея не реалізована.